# Национал-социалистическая народная благотворительность

Эмблема «NSV»

«Национа́л-социалисти́ческая наро́дная благотвори́тельность» (нем. Nationalsozialistische Volkswohlfahrt, NSV) — в нацистской Германии зарегистрированная общественная организация, основанная НСДАП 3 мая 1933 г. через несколько месяцев после прихода партии к власти. Штаб-квартира организации находилась в Берлине.

## История

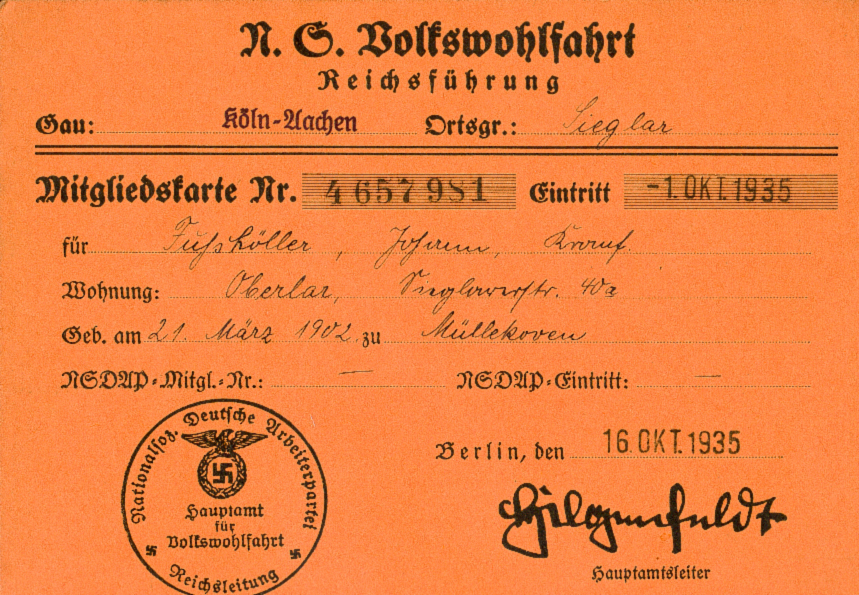
Членский билет NSV

После запрета организации «Рабочая благотворительность» в процессе унификации общественной и политической жизни в Германии в русле национал-социализма — «гляйхшальтунг», NSV превратилась в орган государственной власти, занимавшийся наряду с другими  сохранившимися организациями вопросами социального обеспечения.
Несмотря на запрет «Рабочей благотворительности», NSV  и не удалось замкнуть на себе всю благотворительную деятельность, однако  «Немецкий красный крест», «Благотворительная организация евангелической церкви» и католическая благотворительная организация «Каритас» были вытеснены на вторые роли.
Структура организации формировалась в соответствии с принципами партийного строительства: управление осуществлялось на местах, в округах и группах. В составе организации было образовано шесть управлений: организационное, финансовое, благотворительности и помощи несовершеннолетним, народного здравоохранения, пропаганды и образования. Директивы NSV издавало Главное управление народного благосостояния. К середине 1939 года в NSW входило 40 территориальных единиц НСДАП, 813 округов, 26138 организаций на местах, 97161 ячеек и 511689 блоков.
В годы массовой безработицы NSV оказывал нуждающимся семьям финансовую поддержку, начиная с 1938 года помощь «Народной благотворительности» свелась к оказанию услуг. Национал-социалистическая народная благотворительность открывала собственные детские сады, конкурировавшие с аналогичными детскими учреждениями при церкви. Члены партии приводили своих детей в новенькие детские сады, где им прививался культ фюрера под лозунгом в стихотворной форме: «Сложите ручки, наклоните головки и всегда думайте о фюрере. Он даст вам хлеб ваш насущный и спасёт от всех невзгод» (нем. Händchen falten, Köpfchen senken - immer an den Führer denken. Er gibt euch euer täglich Brot und rettet euch aus aller Not).
С началом Второй мировой войны NSV всё больше принимала на себя функции государства, прежде всего, в вопросах работы с детьми и молодёжью. Начиная с 1940 года она занималась организацией отправки детей в возрасте до 10 лет в безопасные районы. Одно из наиболее известных направлений деятельности NSV — материнство и детство. Это подразделение курировало арийских женщин в течение всего срока беременности и после рождения ребёнка. В сложных случаях матерям также оказывалась финансовая поддержка. Дальше с матерями и детьми продолжали работу в детских садах и центрах помощи матерям.
NSV финансировалась за счёт пожертвований и взносов его членов. На конец 1938 года на NSV бесплатно работало около миллиона человек. К началу войны в организации состояло 11 миллионов человек.
С 1933 года NSV издавала ежемесячный журнал «Национал-социалистическая служба народу» (нем. Nationalsozialistischer Volksdienst), а с 1936 года — книжную серию «Вечная Германия» (нем. Ewiges Deutschland).

## Основные направления деятельности и подразделения
В подчинении Национал-социалистической народной благотворительности находились следующие подразделения и учреждения:
- Помощь матери и ребёнку
- Работа с матерями при Германском союзе женщин
- Фонд Гитлера на обучение
- Детские сады
- Помощь по хозяйству
- Станции коммунального обслуживания
- Помощь несовершеннолетним
- Борьба с туберкулёзом
- Передвижные стоматологические кабинеты
- Вокзальная служба
- Помощь немецкому изобразительному искусству
- Помощь по вопросам питания
- Зимняя помощь